# Закиян, Сурен Минасович
Сурен Минасович Закиян (род. 6 сентября 1948, Кировабад, Азербайджанская ССР) — советский и российский генетик, специализирующийся в области молекулярной и клеточной биологии. Профессор РАН (с 1998). Заведует лабораторией эпигенетики развития Института цитологии и генетики СО РАН. Член Европейской академии наук, а также редакционных советов журналов Онтогенез, Клеточные технологии в биологии и медицине и Гены&Клетки.

## Профессиональная карьера
- 1973 — окончил биологический факультет Ереванского государственного университета по специальности «биология».
- 1978 — защитил диссертацию кандидата биологических наук по специальности «генетика».
- С 1988 года по настоящее время С. М. Закиян заведует лабораторией эпигенетики развития.
- С 1988 по 2008 год — заместитель директора Института цитологии и генетики СО РАН по научной работе. Под руководством С. М. Закияна защищено 25 кандидатских диссертаций.
- В 1989 году С. М. Закияну было присвоено звание старшего научного сотрудника.
- В 1992 году защитил диссертацию доктора биологических наук по специальности «генетика».
- В 1997 году стал профессором генетики.

## Текущая деятельность
В настоящее время С. М. Закиян изучает биологию стволовых клеток и редактирование генов и геномов. Заведует тремя лабораториями: лабораторией эпигенетики развития в Институте цитологии и генетики СО РАН, лабораторией стволовой клетки в Институте химической биологии и фундаментальной медицины СО РАН и лабораторией молекулярной и клеточной медицины в Новосибирском научно-исследовательском институте патологии кровообращения имени академика Е. Н. Мешалкина Министерства здравоохранения Российской Федерации.

## Публикации
Согласно РИНЦ, на момент 2025 года С. М. Закиян имеет 335 опубликованных научных работ и 2695 цитирований. По состоянию на август 2025 года года его индекс Хирша по ядру РИНЦ равен 22.

## Награды и премии
- Заслуженный деятель науки Российской Федерации (20.12.2024)[2];
- Серебряная медаль Петра I Международной академии наук о природе и обществе «За заслуги в деле возрождения науки и экономики России»;
- Серебряная юбилейная медаль им. Вернадского РАЕН;
- Орден «За пользу Отечеству» им. В. Н. Татищева РАЕН;
- Почетная грамота Российской академии наук;
- Стипендия Президента Российской федерации.